# Nou Estadi
Nou Estadi is een stadion in de Spaanse stad Tarragona. Het stadion wordt voornamelijk gebruikt voor de thuiswedstrijden van tweedeklasser Gimnàstic de Tarragona. Het stadion heeft een capaciteit van 14.500 zitplaatsen. De eerste wedstrijd werd gespeeld in 1972.